# Odin, Minnesota
Odin là một thành phố thuộc quận Watonwan, tiểu bang Minnesota, Hoa Kỳ. Năm 2010, dân số của thành phố này là 106 người.

## Dân số
- Dân số năm 2000: 125 người.
- Dân số năm 2010: 106 người.